# Нарколепсия
Нарколепсията е хронично, неврологично заболяване, характеризиращо се с прекомерна умора през деня и епизоди на силна нужда от сън, както и понижена способност за регулиране на циркадния ритъм. Причините за нарколепсията не са ясни, но според скорошни изследвания тя се появява при хора, които имат липса на две вещества в мозъка, имащи няколко функции включително и контрол на съня. Нарколепсията е вродено, а не заразно заболяване. Тя се проявява обикновено през късните тийнейджърски години, но понякога може да се появи и след четиридесетте, а и по-късно. Тя е нелечима, но има лекарства, които набавят на организма необходимите му, липсващи при нарколептиците вещества. Медикаментите, използвани при нарколепсия, имат силни странични ефекти.
В света болните от нарколепсия са повече от три милиона или близо 1 на всеки 2000 души. Мъжете и жените са засягани поравно.

## Патогенеза
Причината за нарколепсита не е известна, подозират се генетични причини. Описани са единични наследствени случаи, но по-често липсва фамилна обремененост. През последните години се проучва патогенезата на състоянието. Описва се дефицит на невротрансмитера хипокретин. За него се счита, че има отношение към контрола над съня на ниво хипоталамус.

## Симптоми
Има много симптоми сочещи, че някой има нарколепсия.

### Катаплексия
Наблюдавана в около две трети от случаите на нарколепсия. Може да се прояви, както като прекомерна нужда от сън през деня, така и да не се прояви до няколко години след началото на болестта. Катаплексията е временна загуба на мускулен тонус, който може да е както изключително лек, така и тежък, като може да се стигне и до колапс, при който човек пада на земята. Катаплексията се проявява на епизоди, тоест не е постоянна. По време на епизодите човек е в съзнание, но обикновено не може да говори. Предизвикани от събития, свързани със силни емоции като смях, изненада или гняв, епизодите на нарколепсия могат да се проявяват няколко пъти на ден и траят секунди.

### Халюцинации и парализа
Около половината нарколептици изпитват халюцинации. Те обикновено са продължение на момента, преди да заспят. Много често те са страшни и човек де факто се намира в състояние, което е между сън и реалния свят, когато човек е буден. Тези халюцинации пораждат чувства на тревога и дори ужас у болните. Парализа се проявява отново при около 1/2 от болните. Тя се характеризира с краткотрайна загуба на чувство в мускулите. Понякога парализата и халюцинациите се случват по едно и също време.

### Други симптоми
- нарушен сън, постоянно будене през нощта;
- трудно концентриране;
- изнервяне;
- загуба на памет;
- двойно виждане;
- машинално поведение, без човек да осъзнава какво и защо го прави.

## Особеностите на съня при нарколепсия
Нормалният сън започва с фазата на NREM – бавно-вълнов и след един-два часа преминава в REM – бързовълнов. Именно през последния настъпват сънищата. При нарколепсия се пропуска бавновълновата компонента на съня, започва направо REM фаза, придружена от понижен мускулен тонус до парализа.
Сънят през нощта също се нарушава. Налице е безсъние, чести пробуждания, промяна в нормалната структура на съня с появата на белези на REM фазата и в NREM.

## Диагностициране
Диагностицирането става чрез няколко метода на наблюдаване на пациента, когато е буден и когато изпада в така наречения нарколептичен сън. Един от тези методи е ЕЕГ.
Диагностицирането в повечето случаи се изършва на базата на характерните за болестта оплаквания на пациента, като наличие на висока дневна сънливост и катаплексия. Може да се назначи извършване на полисомнографско изследване в лабораторни условия. В лабораторни условия се извършва поетапен тест за сънна латентност или тест за ниво на сънливост (MSLT - Multiple Sleep Latency Test).